# Giulio Gerli
Giulio Gerli (Muri, 11 giugno 1966) è un imprenditore italiano, sindaco di Striano dal 2024, membro della direzione nazionale di Europa Verde.
Fondatore del gruppo di aziende Gerli. Dopo una lunga carriera imprenditoriale, è tornato alla politica guidando la lista civica INSIEME, con cui ha vinto le elezioni comunali 2024. In politica promuove una visione che unisce transizione ecologica e competitività economica, con particolare attenzione allo sviluppo sostenibile del Mezzogiorno.

## Biografia
Nato in Svizzera l’11 giugno 1966, figlio di genitori emigrati in cerca di futuro, cresce a Striano, un piccolo paese alle pendici del Vesuvio. Ha frequentato il corso di laurea in Economia Marittima e Mercati Valutari, sostenendo 13 esami

## Attività imprenditoriale
Nel 1994 ha avviato un’attività imprenditoriale nel settore dei prodotti ittici surgelati, fondando e sviluppando un gruppo di imprese attive nella lavorazione, trasformazione e distribuzione di pesce congelato.   
Le aziende del gruppo, tra cui la Linea Catering S.r.l. e la Gerfrio S.r.l., operano sia in Italia che all’estero, servendo oltre 7.000 clienti in tutto il Paese e realizzando un fatturato complessivo di circa 120 milioni di euro annui.
Ha consolidato rapporti diretti con filiere internazionali in Marocco, Namibia, Norvegia e Sardegna. Tra i prodotti più noti figura il Fish Burger. Ha introdotto tecniche di abbattimento a −60 °C per prodotti destinati all’alta ristorazione
Nel 2013 ha avviato il progetto Cantiere del Gusto, scuola di formazione culinaria in collaborazione con chef italiani e internazionali. 

## Carriera politica
Gerli ha iniziato l’attività politica giovanissimo nella Democrazia Cristiana. Dopo una lunga pausa, è tornato alla politica attiva nel 2019, candidandosi a sindaco di Striano con la lista Liberi di Scegliere e venendo eletto consigliere comunale di opposizione.
Nel 2022 è stato candidato alla Camera dei deputati con Alleanza Verdi e Sinistra nel collegio P02.  Nel 2024 è stato eletto sindaco di Striano con la lista Insieme, ottenendo il 56,2% dei voti.
Fa parte della Direzione Nazionale di Europa Verde e coordina una componente politica nella provincia di Napoli.

## Impegno sociale
Ha sostenuto e promosso eventi e iniziative culturali sul territorio, tra cui il Carnevale Strianese e la manifestazione Striando.